# Peres Jepchirchir
Peres Jepchirchir (ur. 27 września 1993) – kenijska lekkoatletka specjalizująca się w biegach długodystansowych.
W 2016 zdobyła dwa złote medale mistrzostw świata w półmaratonie w Cardiff. Cztery lata później podczas mistrzostw w Gdyni zdobyła złoto i srebro.
W 2021 zwyciężyła w biegu maratońskim podczas igrzysk olimpijskich w Tokio.
Medalistka mistrzostw Kenii.

## Osiągnięcia
| Rok  | Impreza                                | Miejsce | Konkurencja            | Lokata      | Wynik   |
| ---- | -------------------------------------- | ------- | ---------------------- | ----------- | ------- |
| 2016 | Mistrzostwa świata w półmaratonie      | Cardiff | półmaraton             | 1. miejsce  | 1:07:31 |
| 2016 | Mistrzostwa świata w półmaratonie      | Cardiff | półmaraton (drużynowo) | 1. miejsce  |         |
| 2020 | Mistrzostwa świata w półmaratonie      | Gdynia  | półmaraton             | 1. miejsce  | 1:05:16 |
| 2020 | Mistrzostwa świata w półmaratonie      | Gdynia  | półmaraton (drużynowo) | 2. miejsce  |         |
| 2021 | Igrzyska olimpijskie                   | Tokio   | maraton                | 1. miejsce  | 2:27:20 |
| 2023 | Mistrzostwa świata w biegach ulicznych | Ryga    | półmaraton             | 1. miejsce  | 1:07:25 |
| 2023 | Mistrzostwa świata w biegach ulicznych | Ryga    | półmaraton (drużynowo) | 1. miejsce  |         |
| 2024 | Igrzyska olimpijskie                   | Paryż   | maraton                | 15. miejsce | 2:26:51 |

## Rekordy życiowe
- bieg na 10 kilometrów – 30:55 (2015)
- bieg na 20 kilometrów – 1:01:40+ (2017) były rekord świata
- półmaraton – 1:05:06 (2017) były rekord świata (w biegu mieszanym), w 2020 czasem 1:05:16 ustanowiła rekord świata w biegu kobiecym
- maraton – 2:16:16 (2024) były rekord świata (w biegu z kobietami)